# ما قبل البيع
ما قبل البيع هي عملية أو مجموعة من الأنشطة تُجرى عادة قبل الحصول على العميل، على الرغم من أن مرحلة ما قبل البيع أيضًا تمتد في بعض الأحيان إلى الفترة التي يتم خلالها تسليم المنتج أو الخدمة إلى العميل.

## المسؤوليات
مراحل دورة المبيعات النموذجية:
1. التواصل.
2. العميل المحتمل / الفرصة المحتملة.
3. العميل المحقق / الفرصة المحققة.

تبدأ مهمة المسؤول عن فترة ما قبل البيع من مرحلة التواصل الأولي، وغالبًا تنتهي بمجرد الحصول على العميل، أي تنتهي بانتهاء عملية البيع. وفي بعض الحالات، توفر مرحلة ما قبل البيع بعض الدعم الأولي أو الانتقالي حتى بعد عملية البيع.
وتختلف المسؤوليات من منظمة لأخرى ولكنها بوجه عام تتضمن:
1. إعداد الحل/المقترح اعتمادًا على متطلبات العملاء
2. تجريب المنتج
3. إثبات الفكرة
4. إنشاء مستندات التسويق
5. ... وأي نشاط آخر ضروري لإتمام العمل

توفر صناعة البرمجيات وخدمات تكنولوجيا المعلومات دورًا حيويًا وبارزًا لاختصاصيي ما قبل البيع. ويأتي دور عملية ما قبل البيع مباشرة في وسط عملية التوفيق بين احتياجات العميل وخدمات الشركة (الموفر) أو منتجاتها. وتؤدي هذه المرحلة دورًا حاسمًا في هذه الصناعات بوجه خاص نظرًا لأن المنتجات والخدمات الخاصة بها قابلة للتعديل بشكل كبير، وكذلك لأن متطلبات العملاء المختلفة غالبًا ما تكون فريدة من نوعها. ومن ثم، يستوعب المسؤول عن مرحلة ما قبل البيع احتياجات العميل، ويضع رؤية مبدئية للحلول التي يمكن طرحها على العميل، ثم يعيد تصميم منتج الشركة أو الخدمة بحيث تلبي احتياجات العميل، ويوضح (أو يساعد في بيع) هذا الحل للعميل، ثم يساعد في إتمام الصفقة أو البيع، وغالبًا ما يبقى متابعًا حتى يتأكد من أن فريق التسليم أو متخصصي المنتج الذين يعملون في المراحل التالية قد قدموا للعميل الحل المطلوب.
في كندا والولايات المتحدة، يتم تحويل العقارات التي يتم بيعها قبل تشييدها أو قبل إنهاء التشييد إلى متخصصي ما قبل البيع. وتعرف هذه العقارات باسم العقارات غير مكتملة البناء في المملكة المتحدة وأستراليا.

## وصلات خارجية
- First Pre-Sale Platform targeted for events and tickets
- The Association of Proposal Management Professionals
- Microsoft Tips on Proposal Making
- Big Basics Presentation on Proposal Making for Government Contracts
- Viewpoint and FAQ on pre sales
- Real Estate Presales Explained